# Амазонка (одежда)

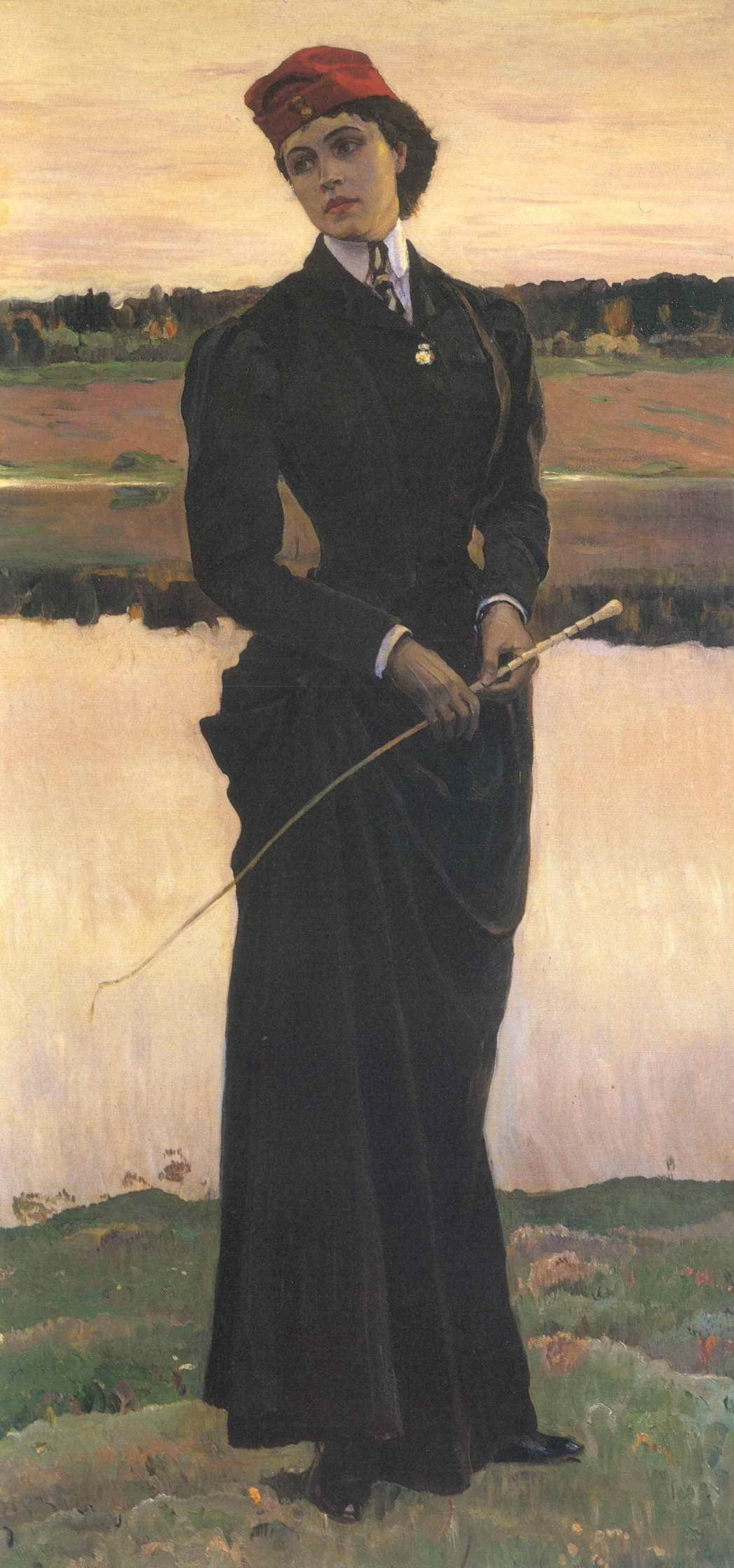
М. В. Нестеров. Амазонка (Портрет О. М. Нестеровой). 1906

Амазо́нка — женское платье из бархата, сукна или плотного шёлка с юбкой особой асимметричной конструкции, предназначенное для верховой езды в дамском седле. Юбка амазонки была заметно длиннее с одной стороны, чтобы полностью закрывать ноги женщины, сидящей боком в седле. Амазонка названа по мифическому племени амазонок, обитавших в Малой Азии, и получила распространение в XIX веке.
Езда верхом была обычным времяпрепровождением женщин из дворянских семей. Женское платье для верховой езды ведёт свою историю от Екатерины Медичи, которая первой примерила для катания на лошади мужские штаны. Позднее поверх них наездницы стали надевать длинные юбки, в XVII веке добавился камзол. Ко второй половине XVIII века дамы облачались для верховой езды в длинные батистовые платья с коротким жакетом и небольшой шапочкой.
Поначалу платья-амазонки шили с широкими длинными юбками, затем к 1870-м годам в моду вошли зауженные модели, для которых потребовался специальный крой, делавший возможным нахождение в дамском седле. Сторону платья, с которой всадница помещалась в седле, делали с напуском, натягивавшимся коленом, с другой стороны амазонки имелся шлейф увеличенной длины. Чтобы сохранить грациозность спешившись, дама быстро и изящно подхватывала шлейф и закрепляла излишнюю ширину юбки над коленом. В первой половине XIX века амазонки шили самых разнообразных цветов, во второй половине предпочтительными цветами стали тёмные, чаще всего чёрный. Образ дамы в амазонке венчала шляпа с жёсткими полями типа цилиндра или ток, из украшений использовались перья, вуали и шарфы. Чёрные и голубые амазонки в шумной и блестящей кавалькаде упоминаются в «Герое нашего времени» М. Ю. Лермонтова.